# Tenjoayu
Tenjoayu is een bestuurslaag in het regentschap Sukabumi van de provincie West-Java, Indonesië. Tenjoayu telt 8686 inwoners (volkstelling 2010).